# Мелампод
Мелампод (грч. Μέλαμπος) је у грчкој митологији био син Амитаона и Идомене, мада по неким ауторима, његова мајка је била Аглаја или Родопа.

## Митологија
Младост је провео на селу, у близини Пила. Испред куће у којој је живео, налазио се стари храст у коме су се легле змије. Слуге су те змије поубијале, али их је Мелампод са поштовањем спалио и одгајио њихове младунце. У знак захвалности, змије су му у сну очистиле уши и тако му даровале моћ прорицања и разумевања говора птица. Меламподов брат Бијант се заљубио у лепу Перо и затражио је од њеног оца Нелеја њену руку. Нелеј му је тада поставио услов да му донесе говеда из Филаке, која је чувао страшан пас. Бијант је замолио брата за помоћ, а с обзиром да је Мелампод био видовит, знао је да крађа неће успети и да ће бити ухваћен. Упркос томе је прихватио да помогне брату. Пророчанство се испунило и краљ Филаке га је бацио у тамницу где је провео годину дана, што је такође већ унапред знао. У тамници је од црва сазнао да ће се једна греда сломити и да ће таваница да попусти. Зато је затражио да га преместе. Када се тамница срушила, краљ Филаке је схватио да је његов заробљеник видовит, па му је обећао своја говеда уколико његовог сина Ификла излечи од полне немоћи. Мелампод је успео у томе и добио обећану награду, а његов брат Бијант - лепу Перо за супругу. Након тога се Мелампод настанио у Месенији, али га је позвао краљ Прет чије су кћерке, Претиде, полуделе, како би их овај излечио. За ту услугу, Мелампод је затражио трећину краљевства, што се Прету учинило као претерано. Међутим, попустио је када је увидео да се ситуација погоршава; лудило је захватило и друге аргивске жене, које су напуштале своје домове, па чак и убијале сопствену децу. Тада је Мелампод повисио цену и тражио трећину и за свог брата Бијанта, на шта је Прет пристао. Он је са групом младића гонио помахнитале жене све до Сикиона или Лиса, где их је очистио. Осим обећане награде, Прет је двојици браће даровао за жене своје кћерке, Ифијанасу и Лисипу. Са Ифијанасом (или Ифијаниром или Киријанасом) је имао синове Мантија, Антифата и Абанта и кћерке Проноју и Манту.

## Друге личности
- У Овидијевим „Метаморфозама“, Мелампод је био један од Актеонових паса. Исто наводи и Хигин.[3]
- Отац Гијанта, Турновог савезника, кога је убио Енеја.[4]